# Lontano lontano
Lontano lontano è un film del 2019 diretto e interpretato da Gianni Di Gregorio.
Il regista, che è anche autore del soggetto e coautore della sceneggiatura, ne è anche uno dei principali interpreti, insieme a Ennio Fantastichini, Giorgio Colangeli, Roberto Herlitzka e Daphne Scoccia.
Presentato inizialmente con il titolo di lavorazione Cittadini del mondo, il film rappresenta l'ultima interpretazione di Ennio Fantastichini, deceduto il 1º dicembre 2018 al termine delle riprese.

## Trama
Giorgetto fatica a tirare avanti a Roma con la sua misera pensione di anzianità e così un giorno ha un'idea che condivide con il Professore, come lui anziano e pensionato, annoiato e insoddisfatto degli stenti cui è costretto quotidianamente.
Giorgetto vorrebbe considerare l'idea di trasferirsi all'estero, in un paese in cui il costo della vita sia meno elevato. Per questo si rivolge a un terzo uomo, che non conosce, ma che avrebbe un fratello che ha già fatto questa scelta di vita. In realtà il fratello di Attilio vive a Terracina, però l'idea lo stuzzica e allora decide di consultare un esperto suo conoscente per avere le giuste indicazioni.
Forti delle dritte dell'erudito consultato, i tre si convincono al grande passo e, vagliate le varie opzioni, decidono che la loro meta sarà le isole Azzorre.
Cominciano così seriamente a prepararsi, ma proprio dopo aver costituito un bel fondo cassa, Attilio e il Professore si accorgono di aver cambiato idea. Il denaro raccolto può così essere meglio destinato donandolo a Abu, giovane maliano che vuole raggiungere il fratello in Canada, che proprio Giorgetto aveva aiutato e fatto conoscere agli altri.
Forse la loro condizione non è così disperata come loro stessi la dipingevano, e l'amicizia può aiutare a vincere solitudine e malinconie, senza la necessità di andarsene lontano.

## Produzione
Le riprese del film sono iniziate nel luglio 2018 e si sono svolte principalmente a Roma.

## Promozione
Il trailer del film venne diffuso l'11 novembre 2019.

## Distribuzione
Il film è stato proiettato in anteprima il 27 novembre 2019 alla 37ª edizione del Torino Film Festival e distribuito nelle sale cinematografiche italiane il 20 febbraio 2020.

## Premi e riconoscimenti
- Ciak d'oro - 2020
  - Premio speciale "Colpo di fulmine"[4]
- 2021 - David di Donatello
  - Miglior sceneggiatura adattata a Gianni Di Gregorio e Marco Pettenello